# Rivière Delay
Pour les articles homonymes, voir Delay.
La rivière Delay est le principal tributaire de la rivière du Gué dont les eaux se déversent successivement dans la rivière aux Mélèzes, la rivière Koksoak et dans la baie d'Ungava. La rivière Delay coule dans le territoire non organisé de la Rivière-Koksoak, au Nunavik, dans la région du Nord-du-Québec, au Québec, au Canada.

## Géographie
Les bassins versants voisins de la rivière Delay sont :
- côté nord : rivière du Gué, Lac Desbergères ;
- côté est : lac Moyer, lac Loudin, rivière Châteauguay, rivière Aigneau ;
- côté sud : ruisseau Laperottière, lac La Forest, lac Louet, lac Maurel ;
- côté ouest : lac Bienville, lac Kapiskututaw Umitunisin.

La partie supérieure de la rivière Delay est située dans une zone de partage des eaux entre les rivières Pons, Sérigny, Caniapiscau et Grande rivière de la Baleine. Un ensemble de plans d'eau constitue la tête de la rivière Delay dont le lac Gancleau (altitude : 408 m) et le lac Kawaschayamiskaw (altitude : 393 m). Ces plans d'eau sont situés au nord du lac La Forest, au nord du lac Maurel (altitude : 402 m) et à l'est du lac Louet (altitude : 392 m).
Dans son cours vers le nord, la rivière Delay traverse les lacs Chavamond (altitude : 350 m), le portage Kapitachuch (comportant une dénivellation de 12 m), le Mortier (altitude : 336 m) et le lac Chikamisu (altitude : 323 m). Puis la rivière s'oriente vers le nord-ouest jusqu'à son embouchure ; dans ce dernier segment, la rivière recueille les eaux de la décharge (venant du nord-est) du lac Doran (altitude : 329 m), la décharge [venant du sud) du lac Spénard (altitude : 318 m) et la décharge (venant de l'est) du lac Maricourt (altitude : 336 m).
La rivière Delay se déverse sur la droite de la rivière du Gué, à 60 km au sud-ouest de la confluence de cette dernière avec la rivière aux Mélèzes. La partie inférieure de la rivière Delay comporte un encaissement prononcé entre les montagnes. Dans cette zone, la rivière serpentine en traversant plusieurs rapides et zones de bancs de sable.

## Toponymie
Le toponyme rivière Delay a été officialisé en 1963 par la Commission de géographie du Québec. Ce toponyme évoque l'œuvre de vie du père jésuite Auguste-Louis-Adrien Delay, né en 1856 en France, à Neuville-Saint-Waast dans le département du Pas-de-Calais.
En 1890, le père Delay a été ordonné prêtre à Montréal. De 1890 à 1893, il exerça d'abord comme missionnaire dans le district d'Algoma. De 1893 à 1895, il a exercé le rôle de directeur de l'École d'agriculture d'Oka. À partir de 1895, il a été assigné comme vicaire dans le diocèse de Chicoutimi.
Les Naskapis désignent cette rivière "Chanikamisu Sipi". Les Cris utilisent plutôt l'appellation "Chanukamisistikw", signifiant la rivière du lac long, en référence au lac Chikamisu (nommé Chanukamisi par les Cris) formé par un élargissement de la rivière ; le nom officiel du lac est d'origine naskapie.
Le toponyme Rivière Delay a été officialisé le 5 décembre 1968 à la Commission de toponymie du Québec.